# Sajhat
Sajhat (arab. سيهات) – miasto we wschodniej Arabii Saudyjskiej, w Prowincji Wschodniej. Według spisu ludności na rok 2010 liczyło 75 794 mieszkańców.